# Малинівщина (Молодечненський район)
Малинівщина (біл. вёска Маліноўшчына) — село в складі Молодечненського району Мінської області, Білорусь. Село підпорядковане Лебедівській сільській раді, розташоване в західній частині області.